# Koeleria askoldensis
Koeleria askoldensis är en gräsart som beskrevs av Roman Julievich Roshevitz. Koeleria askoldensis ingår i släktet tofsäxingar, och familjen gräs. Inga underarter finns listade i Catalogue of Life.